# Cephalobares
Genre
Cephalobares est un genre d'araignées aranéomorphes de la famille des Theridiidae.

## Distribution
Les espèces de ce genre se rencontrent en Chine et au Sri Lanka.

## Liste des espèces
Selon World Spider Catalog (version 19.0, 24/05/2018) :
- Cephalobares globiceps O. Pickard-Cambridge, 1871
- Cephalobares yangdingi Gao & Li, 2010

## Publication originale
- O. Pickard-Cambridge, 1871 : On some new genera and species of Araneida. Proceedings of the Zoological Society of London, vol. 1870, p. 728-747 (texte intégral).